# Morimus granulipennis
Morimus granulipennis es una especie de escarabajo longicornio perteneciente al género Morimus, categorizada en la tribu Lamiini, de la subfamilia Lamiinae. Fue descrita por Breuning en 1939.

## Descripción
Mide 14-15 mm de longitud.

## Distribución
Se distribuye por Europa: en Birmania.